# Markus Wüst
Markus Wüst (* 26. Dezember 1971) ist ein ehemaliger Schweizer Nordischer Kombinierer. Er gewann bei den Weltmeisterschaften 1995 die Bronzemedaille im Team.

## Werdegang
Wüst, der für SC Wildhaus-Dorf startete, gab sein Weltcup-Debüt am 21. Januar 1989 in Breitenwang, verpasste jedoch die Punkteränge. Diese erreichte er ein Jahr später im Februar 1990 mit einem fünften Platz beim Gundersen-Wettkampf in Štrbské Pleso. Diese Platzierung sollte sein bestes Weltcup-Resultat bleiben.
Bei den Junioren-Weltmeisterschaften 1991 im deutschen Reit im Winkl belegte Wüst hinter den Tschechen Milan Kučera und Jiří Hradil den dritten Platz.
Seine grössten Erfolge erzielte Wüst in der Saison 1994/95, als er im zweitklassigen B-Weltcup der Nordischen Kombination zwei Einzelsiege sowie die Gesamtwertung gewinnen konnte. Ausserdem nahm er 1995 an den Nordischen Skiweltmeisterschaften in Thunder Bay teil, wo er gemeinsam mit Armin Krügel, Stefan Wittwer und Jean-Yves Cuendet die Bronzemedaille in der Staffel gewann. Nach der Saison 1995/96 beendete er seine Karriere.

## Erfolge

### Olympische Winterspiele
- 1994 Lillehammer: 46. Einzel

### B-Weltcup-Siege im Einzel
| Nr. | Datum            | Ort        | Disziplin              |
| --- | ---------------- | ---------- | ---------------------- |
| 1.  | 21. Februar 1993 | Szczyrk    | Gundersen HS90/15,0 km |
| 2.  | 29. Januar 1995  | Mayerhofen | Gundersen HS90/15,0 km |
| 3.  | 23. März 1995    | Szczyrk    | Gundersen HS90/7,5 km  |

## Statistik

### Weltcup-Platzierungen
| Saison  | Platz | Punkte |
| ------- | ----- | ------ |
| 1989/90 | 21.   | 011    |
| 1992/93 | 26.   | 007    |
| 1993/94 | 54.   | 047    |

### B-Weltcup-Platzierungen
| Saison  | Platz | Punkte |
| ------- | ----- | ------ |
| 1990/91 | 28.   | 011    |
| 1992/93 | 05.   | 052    |
| 1993/94 | 13.   | 032    |
| 1994/95 | 01.   | 172    |
| 1995/96 | 24.   | 052    |